# Gelbschnabelkitta
Der Gelbschnabelkitta (Urocissa flavirostris) ist eine asiatische Vogelart aus der Familie der Rabenvögel.

## Beschreibung
Die Körperlänge des Gelbschnabelkittas beträgt 55 bis 61 cm, das Gewicht liegt zwischen 123 und 180 g. Charakteristisch ist der lange Schwanz, der bis zu 46 cm misst. Kopf, Hals und Nacken sind schwarz, Körper und Brust weiß, die Flügel bläulich-lila gefärbt.

## Vorkommen
Der Gelbschnabelkitta kommt für gewöhnlich in den südasiatischen Gebirgswäldern in Höhen zwischen 1000 und 3600 m vor. Er ist innerhalb seines Verbreitungsgebiets häufig anzutreffen und wird von der Weltnaturschutzunion IUCN als „nicht gefährdet (LC)“ eingestuft.

## Verhalten
Die Nahrung des Gelbschnabelkittas besteht aus Insekten und anderen Wirbellosen, kleinen Wirbeltieren sowie Früchten und Beeren.